# Commandantswoning van de Sint-Pieterskazerne

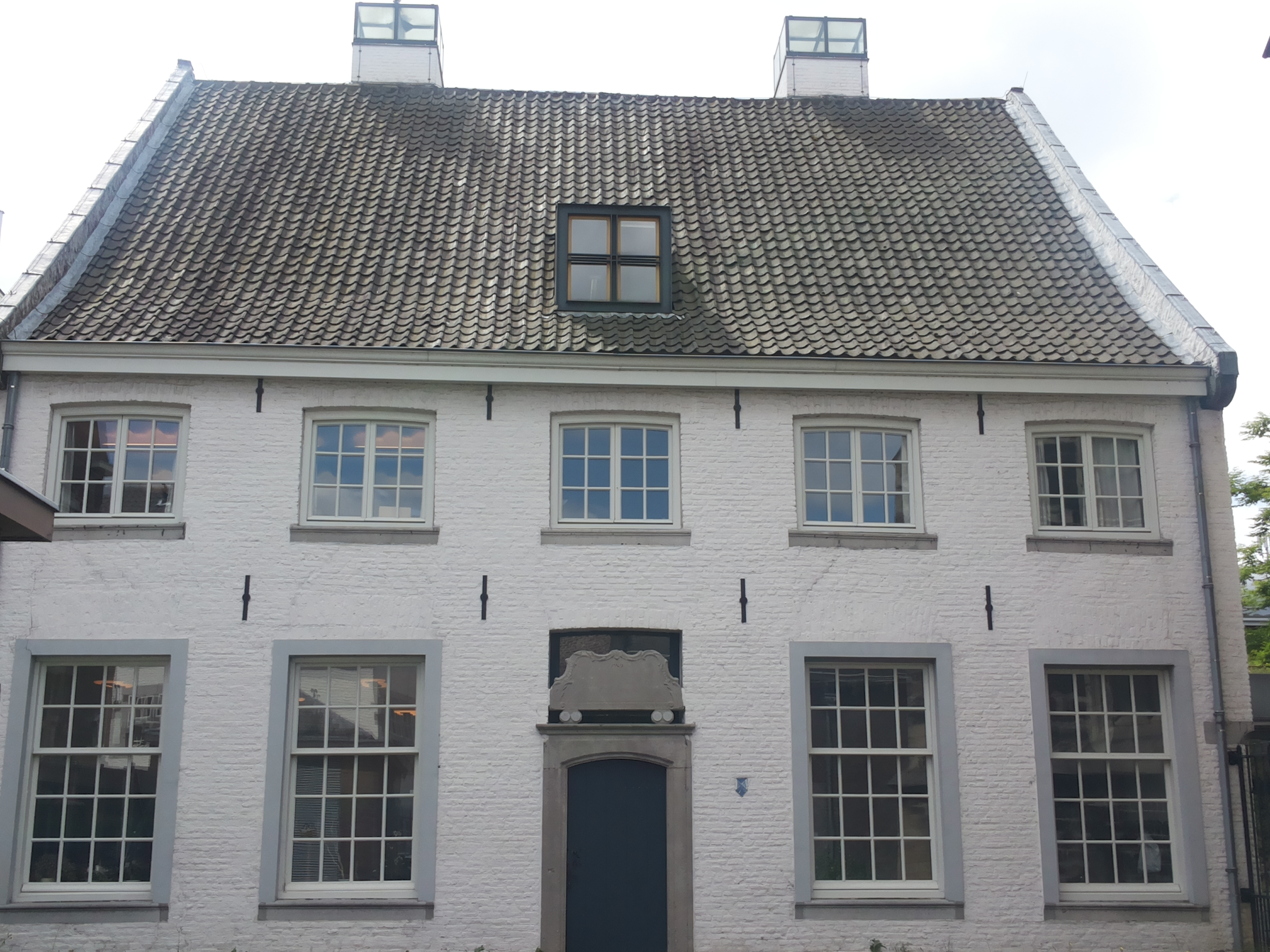
Commandantswoning van de Sint-Pieterskazerne en geboortehuis van Jac. P. Thijsse

De commandantswoning van de Sint-Pieterskazerne is een monumentaal pand in het Jekerkwartier in de Nederlandse stad Maastricht. Het gebouw staat aan de Achter de Oude Minderbroeders, een kleine zijstraat van de Sint Pieterstraat in de zuidoostelijke hoek van de oude ommuurde stad. Op ongeveer 50 meter naar het zuidoosten staat de Helpoort en op ongeveer 50 meter naar het noordwesten staat de Bisschopsmolen op de Jeker (noordelijke tak) die ondergronds langs de commandantswoning stroomt. Direct naast het gebouw staat de Oude Minderbroederskerk waar het pand, vanaf de voorkant van de kerk gezien, direct achter staat.
Aan de binnenzijde is het pand volledig verbouwd en ingericht als kantoorruimte voor de archivarissen. Aan de buitenzijde is de historische commandantswoning in tact gebleven. De commandantswoning is onderdeel van een complex dat ingeschreven staat in het rijksmonumentenregister.

## Geschiedenis
In de 17e eeuw werden de Oude Minderbroederskerk en het naastgelegen klooster door het Maastrichtse garnizoen in gebruik genomen als opslagplaats en kazerne.
De zogenaamde "commandantswoning" is gebouwd in de 17de eeuw en werd in 1767 vernieuwd.

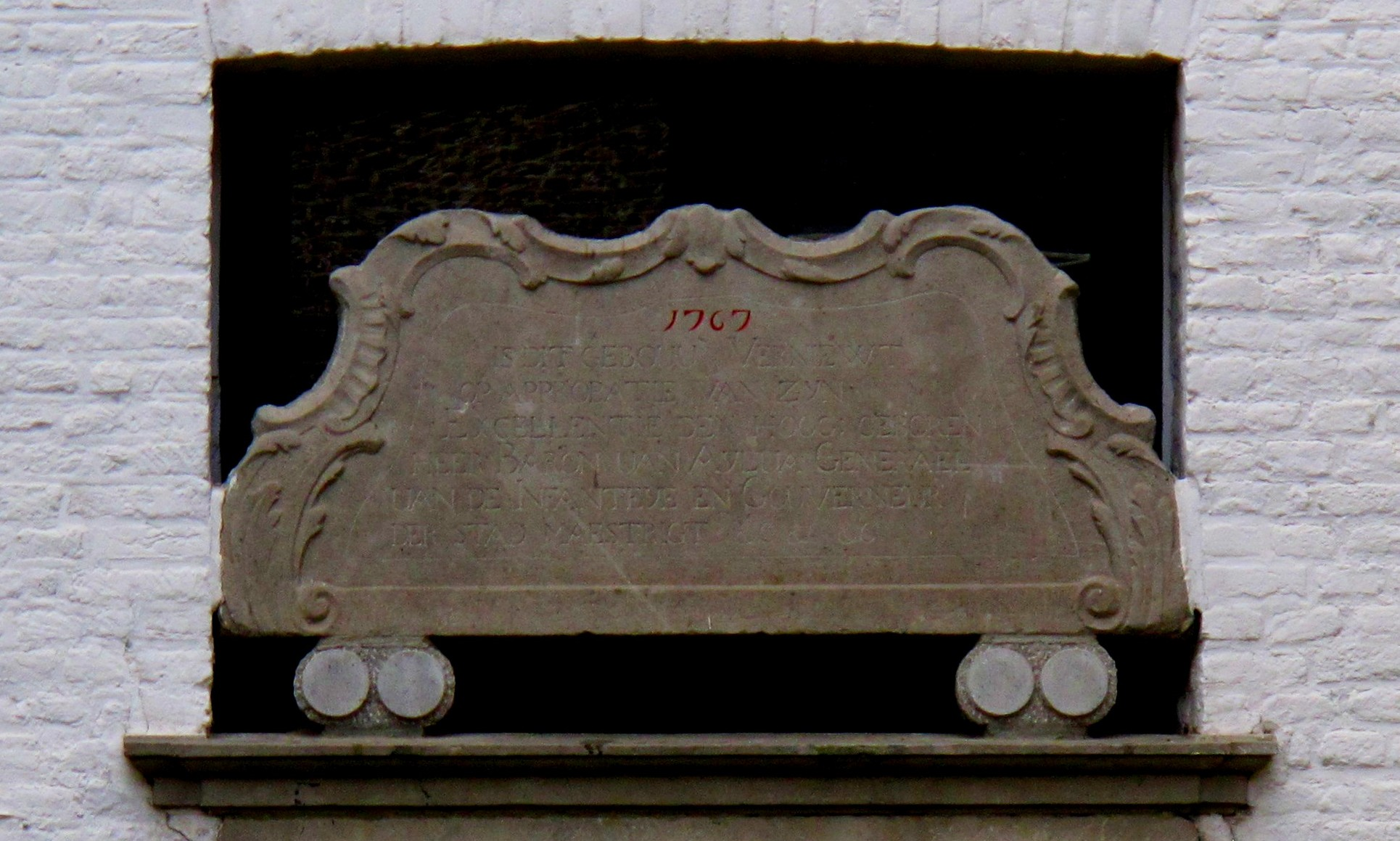

 Dat laatste valt te lezen uit de gevelsteen boven de ingang: "1767 / is dit gebouw verniewt / op approbatie van zijn / Excellentie den hooggeboren / heer Baron van Aylva Generael / van de infante(r)ie en Gouverneur / der stad Maestrigt."
In 1865 werd in deze woning Jac. P. Thijsse geboren. Hij zou later een van de meest vooraanstaande natuurbeschermers van Nederland worden. Toen Thijsse geboren werd droeg het huis het nummer "Sint Pieterstraat 2651". In die tijd waren alle huizen in Maastricht doorlopend genummerd, van 1 tot 3098. De nummers 2622 tot en met 2650 lagen in de Helstraat (tegenwoordig de Bernardusstraat). De nummers 2652 tot en met 2655 lagen aan de Sint Pieterstraat. Nr. 2652 was het arsenaal of tuighuis (de voormalige Minderbroederskerk; tegenwoordig Sint Pieterstraat 5) en nr. 2653 was de kazerne (het voormalige Minderbroedersklooster; tegenwoordiger Sint Pieterstraat 7). Dr. G Panhuysen, rijksarchivaris te Maastricht, concludeerde in 1947 daarom dat het geboortehuis van Thijsse geen ander huis kon zijn dan de zogenaamde “commandantswoning”. Die commandantswoning is tegenwoordig het makkelijkste te bereiken via het straatje Achter de Oude Minderbroeders dat van de Sint Pieterstraat naar de Bernardusstraat loopt. In de tijd van Thijsse (en in ieder geval nog tot 1920) stond er langs dit straatje hoogstwaarschijnlijk nog een muur. In de tijd van Panhuysen stond de commandantswoning nog steeds geregistreerd als liggende aan de St. Pieterstraat. Panhuysen verwijst bovendien naar een plattegrond van het gehele terrein van het voormalige Minderbroedersklooster, getekend door Joannes Brabant in 1868, waaruit blijkt dat de enige woning tussen Helpoort en Minderbroederskerk de “commandantswoning” moet zijn geweest.
| Een afbeelding van het oude Minderbroedersklooster, gezien vanuit de Bernardusstraat. Tekening: Philippe van Gulpen, datering ongeveer 1840. Rechts zien we de kerk, die in gebruik was als arsenaal van het garnizoen. Het gebouw in het midden, dat inmiddels is afgebroken, herbergde in de 18de en de 19de eeuw een deel van het militaire hospitaal. Het gebouw dat er haaks op staat rechts - met de twee schoorstenen - is de “commandantswoning”. |

Panhuysen heeft nog iemand gesproken die zelf in 1882 in de commandantswoning geboren is. Die wist te melden dat de woning toen was opgedeeld, zodat er verschillende gezinnen konden wonen.
In 1884 werden de Oude Minderbroederskerk en het klooster ingericht als Rijksarchief Limburg. De commandantswoning bleef deel uitmaken van het gebouwencomplex van het Rijksarchief. In 2006 gingen het Rijksarchief en het Gemeentearchief van Maastricht op in het Regionaal Historisch Centrum Limburg.